# Igor Brešan
Igor Brešan (Pula, 28. veljače 1951.) je hrvatski novinar, karikaturist, kantautor, pjesnik, skladatelj, šansonijer. Umjetnički izraz stvorio je u spoju šansone i klapske pjesme. 

## Životopis
Rodio se je u Puli 1951. godine. U Zagrebu je na Strojarsko brodograđevnom fakultetu diplomirao strojarstvo. .
Veći dio svoje karijere bavio se novinarstvom. Pisao je u kulturnim rubrikama baveći se glazbenim i likovnim temama. Karikaturistički opus čini mu više od 32 tisuće karikatura, mahom portreta.
Glazbenički opus čini mu sudjelovanje na Festivalu dalmatinskih klapa u Omišu. Sudjelovao je na skoro svim hrvatskim zabavnim festivalima: Melodijama hrvatskog Jadrana, ČAnsonfestu u Kastvu, Festivalu hrvatske šansone Zvonimir Golob, Krapinskom festivalu, Šibenskom festivalu šansone, Splitskom festivalu, Zadarfestu, zagrebačkom Međunarodnom festivalu šansone odnosno Chansonfestu i dr. Dugogodišnji je suradnik Dugoratskog ljeta.
Na omiškom FDK od 1981. godine praizvedeno mu je isključivo na njegove stihove od 1981. godine do danas dvadeset pjesama. Pjesme je izvodio na standardnom hrvatskom, izvornoj splitskoj čakavici, istarskoj čakavici, kajkavštini i dr.
Radi u uredništvu kulture Slobodne Dalmacije.

## Diskografija
Objavio je preko 10 CD-a klapske i instrumentalne glazbe, od kojih se ističu:
- Leti vrime (1985.)
Proleti vrime (1999.)

## Nagrade i priznanja
- Godine 2010. posebna plaketa na svjetskom festivalu karikatura objavljenih u tisku. Festival se održava u portugalskom gradu Sintri.[1]

## Vanjske poveznice
- Igor Brešan na discogs.com
- Igor Brešan na diskografija.com
- Igor Brešan na diskografija.com
- Igor Brešan pregled djela